# Jeanne Hébuterne au chandail jaune
Jeanne Hébuterne au chandail jaune – ou Portrait de Jeanne Hébuterne – est un tableau réalisé par le peintre italien Amedeo Modigliani en 1919. Cette huile sur toile de format vertical est le portrait à mi-corps de Jeanne Hébuterne assise sur une chaise devant un fond bleu-vert. La tête penchée vers sa gauche, la jeune femme y figure les mains jointes devant un chandail jaune orangé qui dissimule peut-être une grossesse. L'œuvre est conservée au musée d'Art Ōhara, à Kurashiki, dans la préfecture d'Okayama, au Japon.

## Description
Jeanne Hébuterne apparaît dans un vêtement jaune similaire dans au moins deux autres portraits par Amedeo Modigliani.

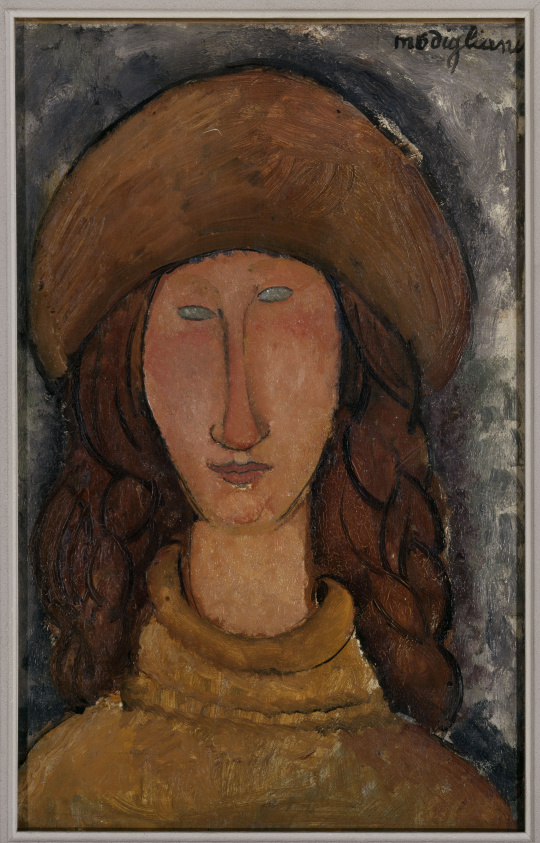
Jeanne Hébuterne, 1918 – Musée d'Art moderne de Troyes, Troyes.
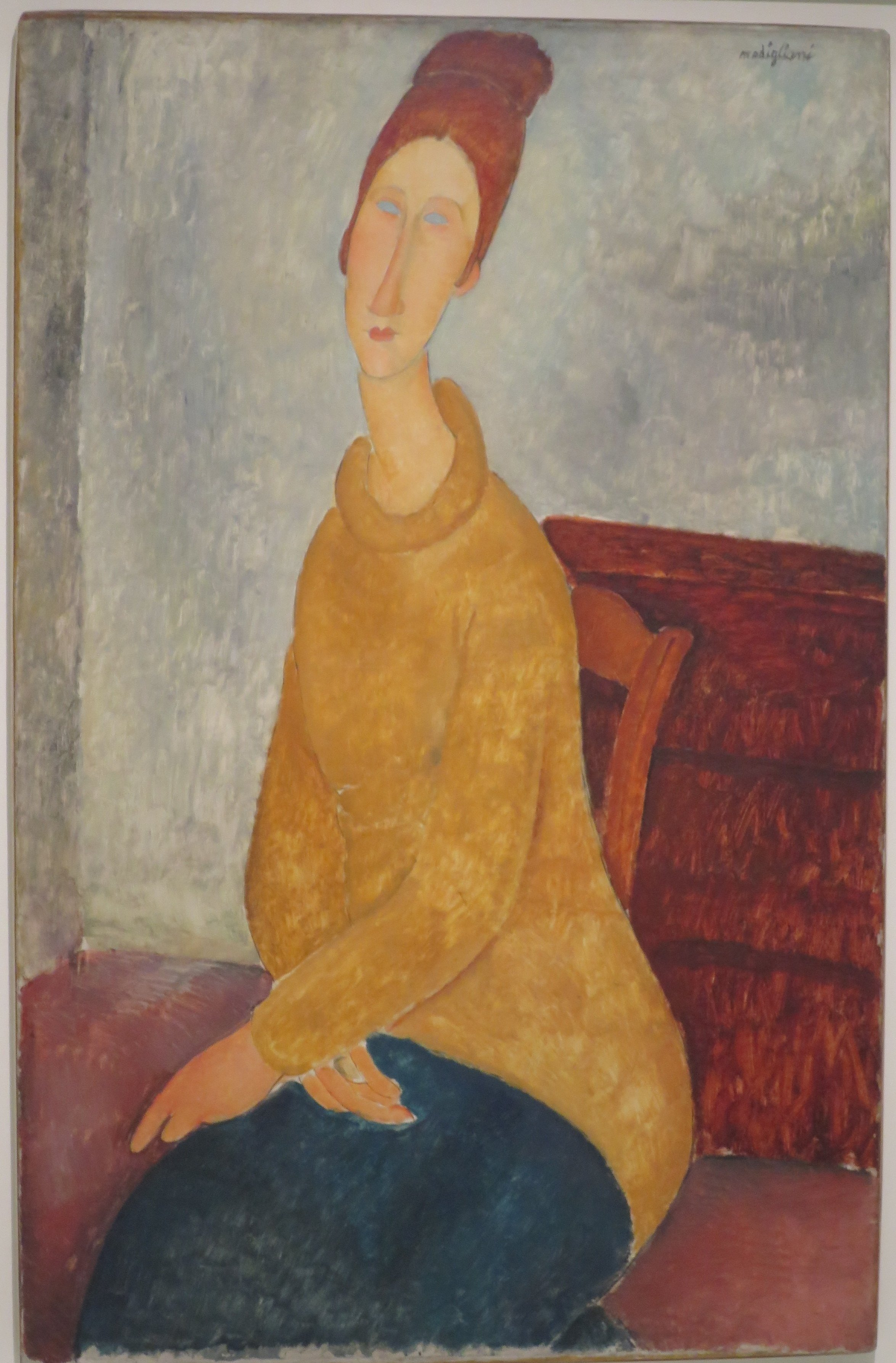
Le Sweater jaune, 1918-1919 – Musée Solomon-R.-Guggenheim, New York.